# Castillo de Gaziantep
El castillo de Gaziantep (en turco: Gaziantep Kalesi) fue un castillo construido originalmente por el Imperio hitita como un punto de observación situado en lo alto de una colina de Gaziantep (Turquía) y considerablemente ampliado durante el Imperio romano. Sufrió graves daños durante los terremotos de Turquía y Siria de 2023, y en la actualidad[actualizar] se encuentra cerrado al público.

## Historia
La primera parte del castillo de Gaziantep fue construida durante el Imperio hitita. Posteriormente fue ampliado a un castillo principal por el Imperio romano durante los siglos II y III de nuestra era. Fue nuevamente ampliado y renovado bajo el emperador Justiniano I entre los años 527 y 565. El castillo tiene una planta circular, con una circunferencia de 1200 m. Las murallas son de piedra y el castillo cuenta con 12 torres.

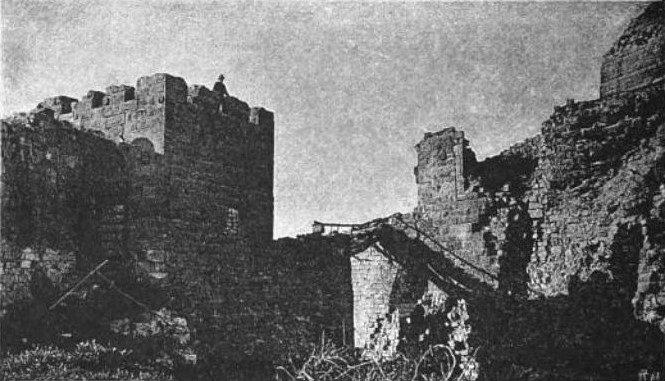
El puente del castillo de Aintab,.

El castillo fue renovado varias veces más desde entonces. Se produjeron reformas durante la dinastía ayubí, en los siglos XII y XIII, así como durante el Imperio otomano. Además, tuvo un papel importante durante la guerra de independencia a comienzos del siglo XX.
En la actualidad, acoge el Museo Panorámico de Defensa y Heroísmo de Gaziantep, y periódicamente se proyecta un documental sobre la defensa de la ciudad contra las fuerzas francesas tras la caída del Imperio otomano.
El 6 de febrero de 2023, el castillo sufrió graves daños debido a unos terremotos que afectaron particularmente a Turquía y Siria. Los baluartes este y sur se derrumbaron, también quedaron dañadas las barandillas de hierro que circundan el castillo, considerado hasta el seísmo como una de las ciudadelas mejor conservadas en Turquía.